# Finger Prints
Pour plus de détails, voir Fiche technique et Distribution.
Finger Prints est un film américain réalisé par Lloyd Bacon et sorti en 1927.

## Synopsis
Andy Norton (Warner Richmond), chef d'un gang de voleurs, est capturé et emprisonné, mais il ne révèle pas aux autres membres du gang la cachette du butin. Ils complotent pour l'obtenir, mais en vain. L'inspecteur Sweeney (George Nichols) du ministère des Postes soupçonne que les biens volés sont cachés dans la maison de Mère Malone (Martha Mattox), une voyante. Il trouve les membres de gangs qui menacent la fille de Norton, Jacqueline (Helene Costello), forçant ainsi Norton à divulguer le secret. Après une série d'aventures mystérieuses et comiques, le gang est arrêté à l'aide de Dora (Louise Fazenda), un serviteur qui se révèle être un agent des services secrets, et le butin est récupéré.

## Fiche technique
- Titre original : Finger Prints
- Réalisation : Lloyd Bacon
- Scénario : C. Graham Baker , Edward Clark, Arthur Somers Roche
- Photographie : Virgil Miller
- Société de production : Warner Bros.
- Société de distribution : Warner Bros.
- Pays d'origine :  États-Unis
- Langue originale : anglais
- Format : noir et blanc — 35 mm — 1.33:1 — muet — Vitaphone
- Genre : Comédie
- Durée : 70 minutes
- Date de sortie :
  - États-Unis : 8 janvier 1927

## Distribution
- Louise Fazenda : Dora Traynor
- John T. Murray : Homer Fairchild
- Helene Costello : Jacqueline Norton
- Myrna Loy : Vamp
- George Nichols : S.V. Sweeney
- Martha Mattox : Mère Malone
- Franklin Pangborn : The Bandoline Kid
- William Demarest : Cuffs Egan
- Bob Perry : Hard-Boiled Ryan
- Edgar Kennedy : O.K. McDuff
- Jerry Miley : Chicago Ed
- Joseph B. Stone : Cabbage Head McCarthy
- Warner Richmond : 'Annie Laurie' Andy Norton
- Lew Harvey : Secret Service Man
- William Desmond